# Spetters
Spetters è un film olandese del 1980 diretto da Paul Verhoeven. Nel film ricorrono temi cari al regista come violenza, sessualità e religione. Nella versione integrale non si lesinano situazioni scabrose ed inquadrature esplicite sebbene il soggetto sia confacente il genere drammatico.

## Trama
Protagonisti Eef, Hans e Rien, tre amici che vivono in un sobborgo degradato di Rotterdam. Oltre alla comune passione per il motocross, il quale idolo è il carismatico campione Gerrit Witkamp, sono attratti da Fientje, una procace ed energica proprietaria di un chiosco ambulante di friggitoria, per la quale i tre si sfidano. Rien ha un incidente di moto, resta paralizzato e si uccide, Eef si scopre omosessuale, mentre Hans con Fientje avvierà un pub, lasciando al fratello di lei il lavoro di ambulante.

## Significato del titolo
Spetters, plurale di spetter, spruzzo, termine gergale oramai desueto nella lingua olandese, sta ad indicare l'avvenenza maschile quanto l'attività di friggitoria della protagonista.

## Distribuzione
Il film è uscito in Italia nel 1982, probabilmente sul filone allora in voga sulle bande giovanili